# Nef Stadium
El Nef Stadium (oficialmente conocido como el Ali Sami Yen Spor Kompleksi – Nef Stadyumu) anteriormente  Türk Telekom Stadium es un estadio de fútbol que se encuentra en la ciudad de Estambul, Turquía. Es propiedad del club deportivo Galatasaray SK, y su capacidad llega a los 52.280 espectadores. Popularmente se le conoce como El infierno Turco o El infierno de Estambul por las difíciles condiciones con los aficionados que encuentran los equipos rivales. 
Recibió el nombre de Türk Telekom, debido a que este patrocinador será el que lleve este nombre por un lapso de diez años, a razón de una suma de 10.25 millones de dólares.
En 2017 el presidente Erdogan ordenó retirar la palabra "arena" de todos los complejos deportivos del país. La junta directiva del club decidió retirar esa palabra del nombre del estadio con el respaldo de Türk Telekom, la compañía que tiene actualmente los derechos del nombre del campo y la sustituyó por "stadyumu".

## Historia
Fue inaugurado el 15 de enero de 2011, en un amistoso entre el Galatasaray y el Ajax Ámsterdam, y que se saldó con un empate sin goles.

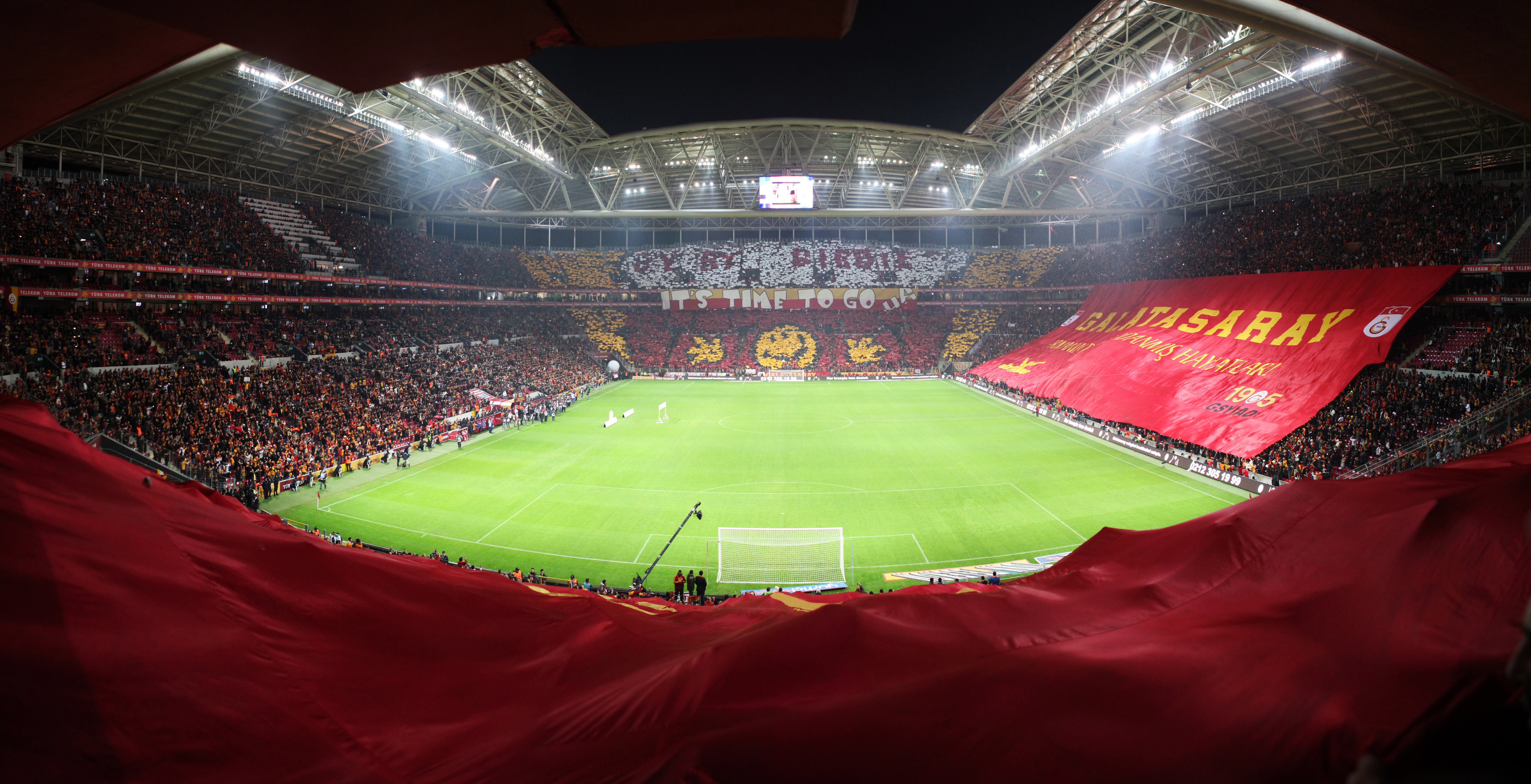
Imagen panorámica.

## Conciertos
El estadio acogió el concierto de Bon Jovi, el 8 de julio de 2011, durante su gira Bon Jovi Live, y el concierto de Madonna, el 7 de junio de 2012, durante su gira MDNA Tour. Ambos se agotaron.